# إراستوس سي. ونايت
إراستوس سي. ونايت هو سياسي أمريكي، ولد في 1 مارس 1857 في بوفالو في الولايات المتحدة، وتوفي في 3 سبتمبر 1923 في نيويورك في الولايات المتحدة. نشط حزبياً في الحزب الجمهوري. وقد انتخب New York State Comptroller ‏.